# Alberta Santuccio
Alberta Santuccio (Catânia, 22 de outubro de 1994) é uma esgrimista italiana, medalhista olímpica.

## Carreira
Santuccio conquistou a medalha de prata nos Jogos Olímpicos de Verão de 2020 em Tóquio ao lado de Rossella Fiamingo, Mara Navarria e Federica Isola, após confronto contra as chinesas Zhu Mingye, Xu Anqi, Lin Sheng e Sun Yiwen na disputa de espada por equipes.